# Hypertriton
L'hypertriton, de symbole {\displaystyle {}_{\Lambda }^{3}\!\mathrm {H} }, est l'hypernoyau le plus simple et le plus léger, constitué d'un baryon Lambda, d'un proton et d'un neutron.